# 安元信 (后晋)
安元信（884年—946年），五代十国时朔州马邑（今山西省朔州市）人。
安元信年轻时善骑射。李存勖为晋王时，安元信前来效力。隶属于李嗣源麾下，跟随李嗣源征讨有功。李嗣源即位为后唐明宗，擢升他为捧圣军使，加检校兵部尚书。清泰三年，转任雄义都指挥使，屯守代州，与代州刺史张朗关系很好。同年五月，石敬瑭在太原反唐，契丹前来相助，安元信劝张朗坐观成败，张朗不听，于是不久安元信率军归附石敬瑭。石敬瑭问他为什么背强归弱。安元信说末帝李从珂失信天下，何得为强。石敬瑭建立后晋，任命他为耀州团练使，加检校太保。天福四年，入朝为右神武统军，八月，出镇洺州。石重贵嗣位，改任宿州，天福九年，罢任来朝。开运初年，担任复州防御使。开运三年，在任上去世，时年六十三岁。赠太傅。